# Distrito electoral federal 7 del estado de México
El VII Distrito Electoral Federal del Estado de México es uno de los 300 distritos electorales en los que se encuentra dividido el territorio de México para la elección de diputados federales y uno de los 40 en los que se divide el estado de México. Su cabecera es la ciudad de Cuautitlán Izcalli.
Desde 2022 el territorio del distrito electoral está conformado únicamente por el territorio norte del municipio de Cuautitlán Izcalli, la mayoría de las colonias del municipio al sur del Circuito Exterior Mexiquense pertenecen al Distrito VIII. El distrito electoral está conformado por 219 secciones electorales.

## Distritaciones anteriores

### Distritación 1996 - 2005
Entre 1996 a 2005 el territorio del Distrito VII era íntegramente el del municipio de Cuautitlán Izcalli.

### Distritación 2005 - 2017
El Distrito 7 se localizaba al norte del Valle de México, y su territorio lo formaba aproximadamente la mitad oriental del municipio de Cuautitlán Izcalli. Su cabecera distrital era Cuautitlán Izcalli.

### Distritación 2017 - 2022
Tras la distritación electoral nacional de 2014-2017 llevada a cabo por el Instituto Nacional Electoral el territorio del distrito electoral fue conformado por la mayoría del municipio de Cuautitlán Izcalli, las colonias al sureste del municipio, cercanas a la estación Lechería, no estuvieron incorporadas al distrito ya que estas están en el Distrito electoral federal 14 del estado de México. Al distrito electoral lo conformaban 200 secciones electorales y su cabecera distrital era Cuautitlán Izcalli.

## Diputados por el distrito
| Legislatura   | Periodo                                           | Diputado                               | Grupo parlamentario                  |
| ------------- | ------------------------------------------------- | -------------------------------------- | ------------------------------------ |
| I             | 7 de diciembre de 1857-17 de mayo de 1861         |                                        |                                      |
| II            | mayo de 1861-mayo de 1863                         |                                        |                                      |
| III           | 20 de octubre de 1863-1865                        |                                        |                                      |
| IV            | 5 de noviembre de 1867-14 de septiembre de 1868   |                                        |                                      |
| V             | 15 de septiembre de 1869-15 de septiembre de 1871 |                                        |                                      |
| VI            | 15 de septiembre de 1871-15 de septiembre de 1873 |                                        |                                      |
| VII           | 15 de septiembre de 1873-15 de septiembre de 1875 |                                        |                                      |
| VIII          | 15 de septiembre de 1875-22 de mayo de 1878       |                                        |                                      |
| IX            | 2 de septiembre de 1878-15 de septiembre de 1880  |                                        |                                      |
| X             | 16 de septiembre de 1880-15 de septiembre de 1882 |                                        |                                      |
| XI            | 16 de septiembre de 1882-15 de septiembre de 1884 |                                        |                                      |
| XII           | 16 de septiembre de 1884-15 de septiembre de 1886 |                                        |                                      |
| XIII          | 16 de septiembre de 1886-15 de septiembre de 1888 |                                        |                                      |
| XIV           | 16 de septiembre de 1888-15 de septiembre de 1890 |                                        |                                      |
| XV            | 16 de septiembre de 1890-15 de septiembre de 1892 |                                        |                                      |
| XVI           | 16 de septiembre de 1892-15 de septiembre de 1894 |                                        |                                      |
| XVII          | 16 de septiembre de 1894-15 de septiembre de 1896 |                                        |                                      |
| XVIII         | 16 de septiembre de 1896-15 de septiembre de 1898 |                                        |                                      |
| XIX           | 16 de septiembre de 1898-15 de septiembre de 1900 |                                        |                                      |
| XX            | 16 de septiembre de 1900-15 de septiembre de 1902 |                                        |                                      |
| XXI           | 16 de septiembre de 1902-15 de septiembre de 1904 |                                        |                                      |
| XXII          | 16 de septiembre de 1904-15 de septiembre de 1906 |                                        |                                      |
| XXIII         | 16 de septiembre de 1906-15 de septiembre de 1908 |                                        |                                      |
| XXIV          | 16 de septiembre de 1908-15 de septiembre de 1910 |                                        |                                      |
| XXV           | 16 de septiembre de 1910-15 de septiembre de 1912 |                                        |                                      |
| XXVI          | 16 de septiembre de 1912-10 de octubre de 1913    | Luis G. Chaparro                       |                                      |
| XXVI (bis)    | 16 de noviembre de 1913-5 de agosto de 1914       |                                        |                                      |
| Constituyente | 1 de diciembre de 1916-5 de febrero de 1917       | No se eligió diputado                  | No se eligió diputado                |
| XXVII         | 15 de abril de 1917-31 de agosto de 1918          | Francisco González                     |                                      |
| XXVIII        | 1 de septiembre de 1918-31 de agosto de 1920      |                                        |                                      |
| XXIX          | 1 de septiembre de 1920-31 de agosto de 1922      |                                        |                                      |
| XXX           | 1 de septiembre de 1922-31 de agosto de 1924      | Clemente Truera                        |                                      |
| XXXI          | 1 de septiembre de 1924-31 de agosto de 1926      |                                        |                                      |
| XXXII         | 1 de septiembre de 1926-31 de agosto de 1928      |                                        |                                      |
| XXXIII        | 1 de septiembre de 1928-31 de agosto de 1930      |                                        |                                      |
| XXXIV         | 1 de septiembre de 1930-31 de agosto de 1932      |                                        |                                      |
| XXXV          | 1 de septiembre de 1932-31 de agosto de 1934      |                                        |                                      |
| XXXVI         | 1 de septiembre de 1934-31 de agosto de 1937      |                                        |                                      |
| XXXVII        | 1 de septiembre de 1937-31 de agosto de 1940      |                                        |                                      |
| XXXVIII       | 1 de septiembre de 1940-31 de agosto de 1943      | José Hernández Mota                    | Partido de la Revolución Mexicana    |
| XXXIX         | 1 de septiembre de 1943-31 de agosto de 1946      | Juan Fernández Albarrán                | Partido de la Revolución Mexicana    |
| XL            | 1 de septiembre de 1946-31 de agosto de 1949      | Santiago Velasco Ruiz                  | Partido Revolucionario Institucional |
| XLI           | 1 de septiembre de 1949-31 de agosto de 1952      |                                        |                                      |
| XLII          | 1 de septiembre de 1952-31 de agosto de 1955      |                                        |                                      |
| XLIII         | 1 de septiembre de 1955-31 de agosto de 1958      | Rubén Ozuna Pérez                      | Partido Revolucionario Institucional |
| XLIV          | 1 de septiembre de 1958-31 de agosto de 1961      | Benito Contreras García                | Partido Revolucionario Institucional |
| XLV           | 1 de septiembre de 1961-31 de agosto de 1964      | Federico Nieto García                  | Partido Revolucionario Institucional |
| XLVI          | 1 de septiembre de 1964-31 de agosto de 1967      | José Chiquillo Juárez                  | Partido Revolucionario Institucional |
| XLVII         | 1 de septiembre de 1967-31 de agosto de 1970      | Leonardo Rodríguez Alcaine             | Partido Revolucionario Institucional |
| XLVIII        | 1 de septiembre de 1970-31 de agosto de 1973      | Jesús Martínez Cabrera                 | Partido Revolucionario Institucional |
| XLIX          | 1 de septiembre de 1973-31 de agosto de 1976      | Leonardo Rodríguez Alcaine             | Partido Revolucionario Institucional |
| L             | 1 de septiembre de 1976-31 de agosto de 1979      | Julio Zamora Bátiz                     | Partido Revolucionario Institucional |
| LI            | 1 de septiembre de 1979-31 de agosto de 1982      | Jorge Antonio Díaz de León Valdivia    | Partido Revolucionario Institucional |
| LII           | 1 de septiembre de 1982-31 de agosto de 1985      | Luis René Martínez Souvervielle Rivera | Partido Revolucionario Institucional |
| LIII          | 1 de septiembre de 1985-31 de agosto de 1988      | Agustín Leñero Bores                   | Partido Revolucionario Institucional |
| LIV           | 1 de septiembre de 1988-31 de octubre de 1991     | Luis René Martínez Souvervielle Rivera | Partido Revolucionario Institucional |
| LV            | 1 de noviembre de 1991-31 de octubre de 1994      | María Estela Cázares Esquivel          | Partido Revolucionario Institucional |
| LVI           | 1 de noviembre de 1994-31 de agosto de 1997       | María del Carmen Zavala Medel          | Partido Revolucionario Institucional |
| LVII          | 1 de septiembre de 1997-2 de mayo de 2000         | Fernando Covarrubias Zavala            | Partido Acción Nacional              |
| LVII          | 2 de mayo de 2000-31 de agosto de 2000            | Vacante                                | Partido Acción Nacional              |
| LVIII         | 1 de septiembre de 2000-31 de agosto de 2003      | Roberto Aguirre Solís                  | Partido Acción Nacional              |
| LIX           | 1 de septiembre de 2003-31 de agosto de 2006      | Julián Angulo Góngora                  | Partido Acción Nacional              |
| LX            | 1 de septiembre de 2006-28 de abril de 2009       | Salvador Arredondo Ibarra              | Partido Acción Nacional              |
| LX            | 30 de abril de 2009-7 de mayo de 2009             | María del Carmen Carvajal Adame        | Partido Acción Nacional              |
| LX            | 7 de mayo de 2009-28 de mayo de 2009              | Salvador Arredondo Ibarra              | Partido Acción Nacional              |
| LX            | 28 de mayo de 2009-6 de julio de 2009             | María del Carmen Carvajal Adame        | Partido Acción Nacional              |
| LX            | 6 de julio de 2009-31 de agosto de 2009           | Salvador Arredondo Ibarra              | Partido Acción Nacional              |
| LXI           | 1 de septiembre de 2009-2 de abril de 2012        | Francisco Rojas San Román              | Partido Revolucionario Institucional |
| LXI           | 2 de abril de 2012-3 de abril de 2012             | Vacante                                | Partido Revolucionario Institucional |
| LXI           | 3 de abril de 2012-11 de abril de 2012            | Francisco Rojas San Román              | Partido Revolucionario Institucional |
| LXI           | 11 de abril de 2012-16 de abril de 2012           | Vacante                                | Partido Revolucionario Institucional |
| LXI           | 16 de abril de 2012-30 de abril de 2012           | Francisco Rojas San Román              | Partido Revolucionario Institucional |
| LXI           | 30 de abril de 2012-3 de julio de 2012            | Vacante                                | Partido Revolucionario Institucional |
| LXI           | 3 de julio de 2012-31 de agosto de 2012           | Francisco Rojas San Román              | Partido Revolucionario Institucional |
| LXII          | 1 de septiembre de 2012-28 de enero de 2015       | Alejandra del Moral Vela               | Partido Revolucionario Institucional |
| LXII          | 5 de febrero de 2015-31 de agosto de 2015         | Gloria María Valencia González         | Partido Revolucionario Institucional |
| LXIII         | 1 de septiembre de 2015-6 de febrero de 2018      | Francisco Rojas San Román              | Partido Revolucionario Institucional |
| LXIII         | 6 de febrero de 2018-31 de agosto de 2018         | Vacante                                | Partido Revolucionario Institucional |
| LXIV          | 1 de septiembre de 2018-24 de enero de 2020       | Xóchitl Zagal Ramírez                  | Movimiento Regeneración Nacional     |
| LXIV          | 5 de febrero de 2020-31 de agosto de 2021         | Laura Mónica Guerra Navarro            | Movimiento Regeneración Nacional     |
| LXV           | 1 de septiembre de 2021-12 de octubre de 2022     | Joanna Felipe Torres                   | Partido Acción Nacional              |
| LXV           | 12 de octubre de 2022-13 de octubre de 2022       | Georgina Gómez Madrigal                | Partido Acción Nacional              |
| LXV           | 13 de octubre de 2022-24 de abril de 2024         | Joanna Felipe Torres                   | Partido Acción Nacional              |
| LXV           | 24 de abril de 2024-10 de junio de 2024           | Georgina Gómez Madrigal                | Partido Acción Nacional              |
| LXV           | 10 de junio de 2024-31 de agosto de 2024          | Joanna Felipe Torres                   | Partido Acción Nacional              |
| LXVI          | 1 de septiembre de 2024-                          | Xóchitl Zagal Ramírez                  | Movimiento Regeneración Nacional     |

## Resultados Electorales

### Elecciones de 2024
|  | 52.22 % |

|  | 36.67 % |

|  | 8.76 % |

|  | 0.10 % |

|  | 2.25 % |

|  | 100.0 % |

|  | 68.25 % |

### Elecciones de 2021
|  | 46.20 % |

|  | 36.67 % |

|  | 5.16 % |

|  | 3.80 % |

|  | 1.59 % |

|  | 1.57 % |

|  | 1.34 % |

|  | 1.17 % |

|  | 0.00 % |

|  | 0.07 % |

|  | 2.39 % |

|  | 100.00 % |

|  | 56.23 % |

### Elecciones de 2018
|  | 51.1416 % |

|  | 26.2238 % |

|  | 20.0684 % |

|  | 00.0000 % |

|  | 00.0611 % |

|  | 02.5048 % |

|  | 100.00 % |

|  | 70.34 % |

### Elecciones de 2015
|  | 27.66 % |

|  | 26.10 % |

|  | 13.28 % |

|  | 07.55 % |

|  | 04.57 % |

|  | 04.26 % |

|  | 04.02 % |

|  | 03.88 % |

|  | 03.35 % |

|  | 00.0000 % |

|  | 00.18 % |

|  | 05.10 % |

|  | 100.00 % |

### Elecciones de 2012
|  | 34.61 % |

|  | 32.12 % |

|  | 26.68 % |

|  | 3.71 % |

|  | 0.10 % |

|  | 2.78 % |

|  | 100.00 % |

### Elecciones de 2009
|  | 47.02 % |

|  | 29.16 % |

|  | 6.88 % |

|  | 5.36 % |

|  | 3.63 % |

|  | 1.68 % |

|  | 00.0000 % |

|  | 0.28 % |

|  | 5.99 % |

|  | 100.00 % |